# Ernolsheim-lès-Saverne
Ernolsheim-lès-Saverne je občina v departmaju Bas-Rhin francoske regije Alzacija.
Leta 1990 je v občini živelo 562 oseb oz. 51 oseb/km².